# Zjednoczone stany miłości
Zjednoczone stany miłości – polsko-szwedzki dramat obyczajowy z 2016 roku w reżyserii i według scenariusza Tomasza Wasilewskiego. Zdjęcia kręcono w Żyrardowie.
Światowa premiera filmu miała miejsce 19 lutego 2016 roku podczas 66. MFF w Berlinie, w ramach którego obraz brał udział w konkursie głównym. Na tym wydarzeniu reżyser filmu Tomasz Wasilewski otrzymał nagrodę Srebrnego Niedźwiedzia za najlepszy scenariusz. Następnie film był prezentowany 10 kwietnia br. na MFF w Stambule oraz 3 lipca na 51. MFF w Karlowych Warach.
Polska premiera filmu odbyła się 23 lipca 2016 roku w ramach 16. MFF Nowe Horyzonty we Wrocławiu. Do ogólnopolskiej dystrybucji kinowej film wszedł kilka dni później – 29 lipca.

## Obsada
- Julia Kijowska jako Agata
- Magdalena Cielecka jako Iza
- Dorota Kolak jako Renata
- Marta Nieradkiewicz jako Marzena
- Tomasz Tyndyk jako Adam
- Andrzej Chyra jako Karol
- Łukasz Simlat jako Jacek
- Marcin Czarnik jako Robert
- Jędrzej Wielecki jako Piotrek
- Julia Chętnicka jako Wioletta
- Małgorzata Majerska jako Małgosia
- Igor Bejnarowicz jako Marek
- Zuzanna Bernat jako Marysia
- Lech Łotocki jako ksiądz Andrzej

## Nagrody i nominacje
66. MFF w Berlinie
- nagroda: Srebrny Niedźwiedź za najlepszy scenariusz – Tomasz Wasilewski
- nominacja: Złoty Niedźwiedź – Tomasz Wasilewski

29. ceremonia wręczenia Europejskich Nagród Filmowych
- nominacja: Najlepszy Europejski Scenarzysta – Tomasz Wasilewski

2. MFF w Valletcie
- nagroda: Najlepszy reżyser – Tomasz Wasilewski
- nagroda: Najlepsza aktorka pierwszoplanowa – Dorota Kolak

23. European Film Festival Palić
- nagroda: Wyróżnienie – Tomasz Wasilewski
- nominacja: Złota Wieża za najlepszy film – Tomasz Wasilewski